# Pfarrkirche Poysdorf

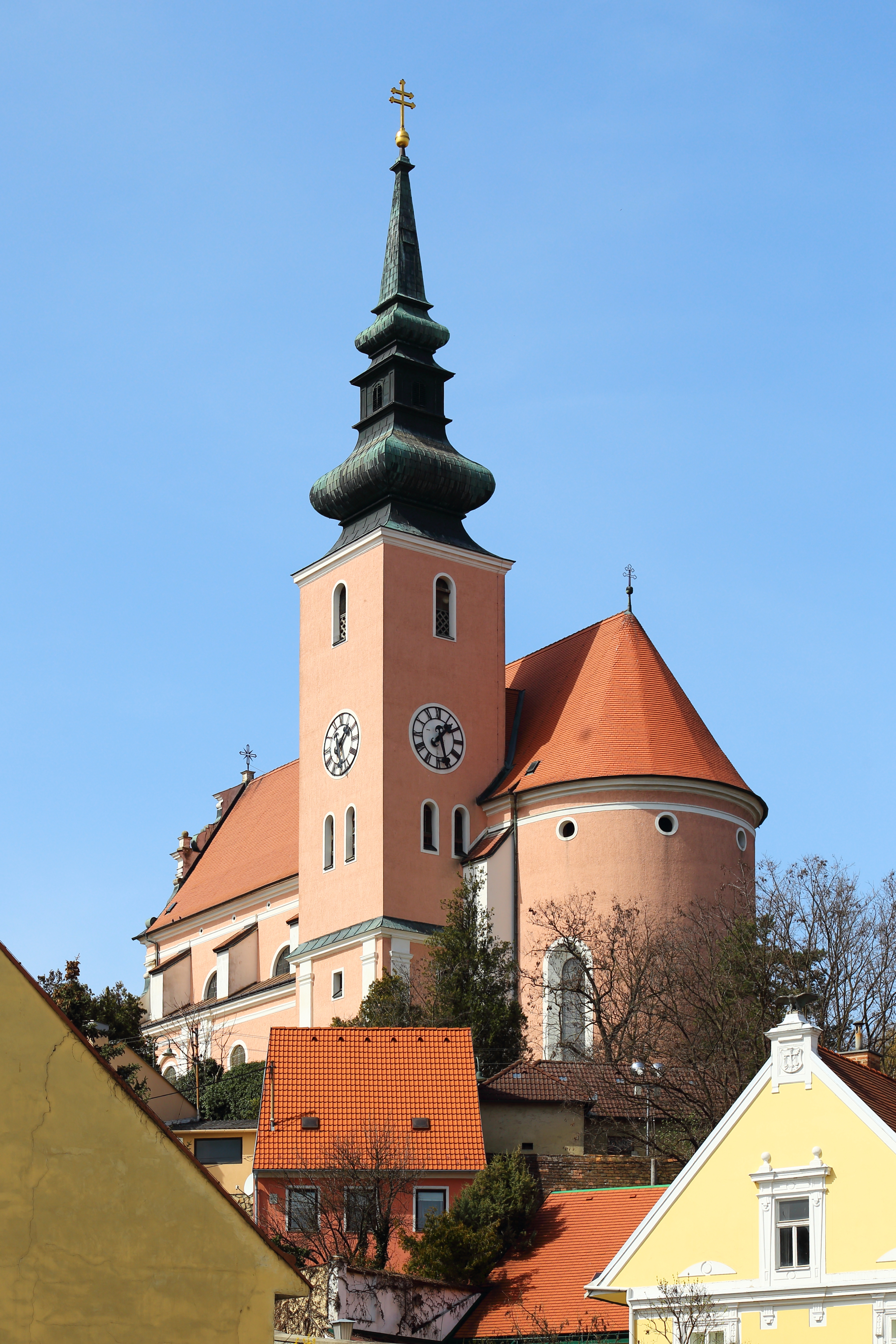
Südostansicht der Pfarrkirche

Die römisch-katholische Pfarrkirche Poysdorf (Patrozinium: Johannes der Täufer) ist ein einheitlicher, frühbarocker Bau, umgeben von Resten der ehemaligen Kirchhofmauer und von Süden aus über Treppen erreichbar. Sie ist durch ihre Lage auf dem 225 Meter hohen Kirchenhügel im Norden des Ortes weithin sichtbar. Das Dekanat Poysdorf gehört zur Erzdiözese Wien. Die Kirche steht unter Denkmalschutz (Listeneintrag).

## Geschichte
Von einer Filiale in Poysdorf wird um 1050 erstmals berichtet. Sie war damit die älteste Hauptfiliale von Falkenstein. Im 13. Jahrhundert erhielt die Gemeinde einen eigenen Vikar. Im Jahr der Pfarrerhebung (1506) ging das Patronatsrecht über Poysdorf gemeinsam mit jenem von Falkenstein an das Stift Kremsmünster und 1581 an die Herrschaft Poysbrunn-Falkenstein über. Der Vorgängerbau der heutigen Kirche war vermutlich ebenfalls Johannes dem Täufer geweiht. Eine Inschrift über dem Hauptportal besagt, dass die zwischen 1629 und 1635 von den Poysdorfer Bürgern neu erbaute Kirche im Jahr 1640 geweiht wurde:

„Ad praepotentis dei honorem et maiorem gloriam ad bssimae V. M. et omnium S.S. venerationem sub nomine S. Joannis Baptistae, cui dicatum hoc templum in oppido Poisdorfe, Pys parochianorum sumptibus anno 1629 a fundamentis incoeptum et filiciter ad finem perductum anno 1635, consecratum 1640.“

1645 diente die Kirche als Stützpunkt der Schweden während ihres Einfalls nach Niederösterreich im Rahmen des Dreißigjährigen Krieges. 1677 wurde die Anlage zum Schutz vor den Türken durch eine mächtige Wehrmauer mit Schießscharten und eine Zugbrücke befestigt. Innerhalb der Ummauerung liegt ein nach 1677 angelegter Friedhof, der 1889 wieder aufgelassen wurde. Im Jahr 1685 wurde die Kirche nach einem Brand renoviert. Die Befestigungen des 17. Jahrhunderts wurden zwischen 1814 und 1825 zum größten Teil wieder abgetragen. Der heutige Turm stammt aus dem Jahr 1864. 1935 und 1965/66 wurde die Anlage außen restauriert. In der Dehio-Ausgabe von 2010 wird von Innenrestaurierungen in den Jahren 1850, 1935 und 1970 berichtet. Eine weitere Innenrenovierung erfolgte 2012.

## Äußeres
Die Pfarrkirche von Poysdorf ist ein Saalbau mit Seitenkapellen und basilikalem Querschnitt, Südturm und leicht eingezogenem Chor mit halbrunder Apsis. Da sich die Westfassade knapp an der Kante eines Geländeabfalls befindet, konnte an dieser Seite kein Eingang angebracht werden. Die Fassade ist im unteren Bereich ungegliedert. Darüber erhebt sich weithin sichtbar ein dreifach gestufter, pilaster- und gesimsgegliederter Volutengiebel mit einer Steinfigur der Madonna im mittleren Giebelfeld. Die Seitenfronten haben leere Rundbogennischen sowie im oberen Bereich Strebepfeiler und Lünettenfenster. Das südwestliche Joch ist mit einer dreiachsigen toskanischen Riesenpilastergliederung und einem Ädikulaportal als Portalfront gestaltet. Das Portal ist im Sturz mit dem Jahr der Fertigstellung, 1635, bezeichnet. Es verfügt über ionische Pilaster und Sprenggiebel mit einer Steinfigur von Johannes dem Täufer, eine Eisenplattentür und ein originales schmiedeeisernes Oberlichtengitter. Links vom Portal befindet sich das Epitaph von Josef Grosshaubt († 1785) mit einem Relief der Auferweckung des Lazarus.
Der Turm erhebt sich im südlichen Chorwinkel und wird von einem barocken Helm mit abgeschnürter Haube bekrönt. Er hat im unteren Bereich toskanische Eckpilaster und an der Westseite ein Treppentürmchen. Die Obergeschoße verfügen über Rundbogenfenster. In der ehemaligen Kirchhofmauer sind zahlreiche Grabsteine des nach 1677 angelegten und 1889 aufgelassenen Friedhofs eingemauert, einige davon mit bemerkenswerten barocken Gnadenstuhlreliefs und inschriftlichen Bezeichnungen, zum Teil aus der ersten Hälfte des 18. Jahrhunderts. Ein Grabstein vom Anfang des 18. Jahrhunderts verfügt über eine kombinierte Gnadenstuhl- und Pietà-Darstellung. An der Südseite liegen die Gräber der Poysdorfer Pfarrherren. Der letzte Geistliche, der hier begraben wurde, war Dechant Leyendecker im Jahre 1973. Am Aufgang zur Kirche befinden sich auf Wappenpostamenten barocke Steinfiguren der Heiligen Florian, Antonius von Padua, Franz Xaver und Johannes Nepomuk aus der ersten Hälfte des 18. Jahrhunderts – die sogenannten Brückenheiligen. Deren ursprünglicher Standort, von wo sie aufgrund einer Straßenverbreiterung entfernt wurden, war an der Steinernen Brücke beim Rathaus.

## Inneres

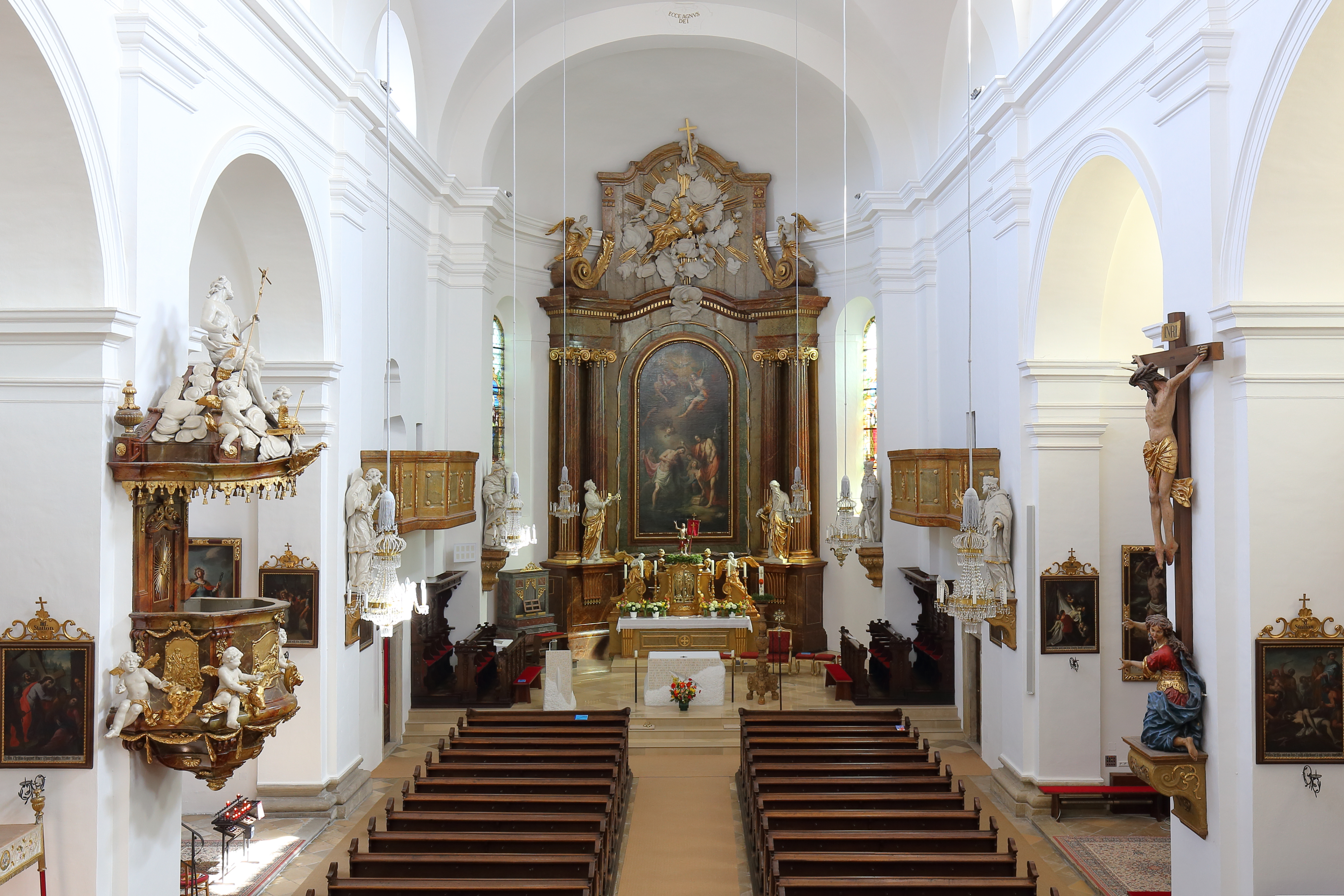
Saalraum mit barockem Hochaltar

Das Innere der Kirche ist ein hoher, dreijochiger, stichkappengewölbter Saalraum mit toskanischer Pilastergliederung und umlaufendem Gebälk, mit je drei rundbogigen Öffnungen zu tonnengewölbten Einsatzkapellen an beiden Seiten. Der annähernd quadratische Chor hat eine leicht eingezogene, halbrunde Apsis. Auf der westlichen Seite erhebt sich auf toskanischen Säulen eine zweigeschoßige, dreiachsige Empore von 1780. Das Turmuntergeschoß sowie die Sakristei haben Kreuzgratgewölbe. Beim Apsisscheitel führt über eine entlang der Krümmung des Apsisfundaments gelegte, gebogene Doppeltreppe ein Abgang zu der sogenannten Unterkirche, einer Gruft, die vermutlich im zweiten Viertel des 17. Jahrhunderts umgebaut wurde. Unten trägt ein massiver, axial stehender Mittelpfeiler. Westlich davon liegt ein zweijochiger, gegen Nordwesten um ein weiteres, an der Westseite abgemauertes Joch erweiterter Raum mit Kreuzgratgewölbe auf Wandpfeilern mit Gesimskapitellen. Die Sakristei wurde im zweiten Viertel des 17. Jahrhunderts erbaut. Es handelt sich dabei um einen quadratischen Raum mit Stichkappengewölbe über einem Gurtbogen.

## Ausstattung

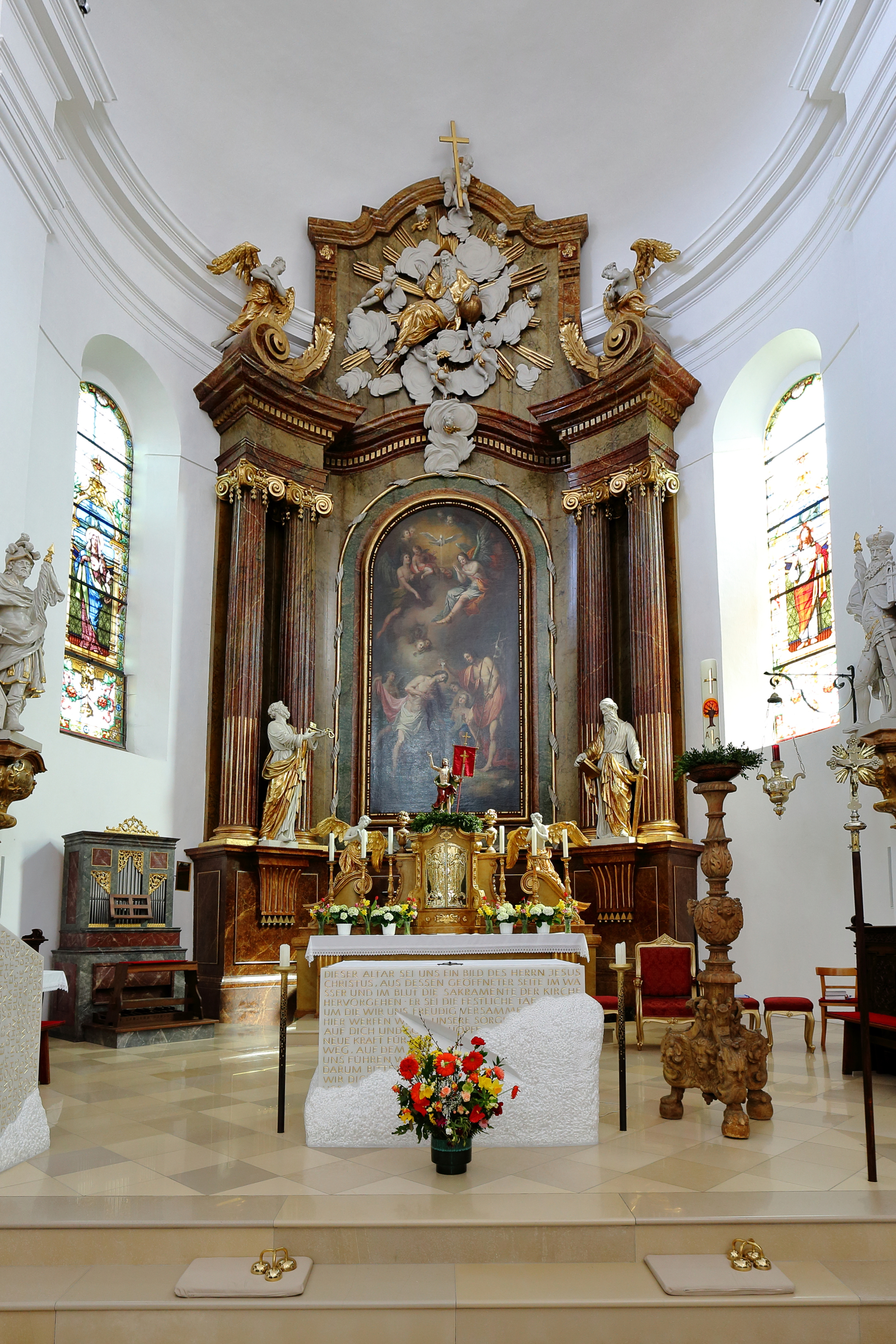
Hochaltar und Chororgel

Die Ausstattung der Kirche wurde zum größten Teil im dritten Viertel des 18. Jahrhunderts angefertigt und zum Teil 1924 verändert. Der Hochaltar hat eine ionische Doppelsäulenädikula mit geschwungenem Volutenauszug in grün-braunem Stuckmarmor und verfügt über weiß gefasste, teils vergoldete Figuren der Heiligen Petrus und Paulus, ein Gottvater-Relief im Auszug, ein Altarbild der Taufe Christi sowie einen freistehenden Altartisch mit einem barocken Tabernakel, flankiert von zwei knienden Cherubim. Die vier Seitenaltäre wurden 1924 teilweise verändert und mit Figuren ausgestattet. In den beiden vorderen Nischen befinden sich zwei Säulenädikulaaltäre mit Sprenggiebeln und weiß gefassten Figuren der Gottesmutter und des Heiligen Rochus auf Konsolen. Der Marienaltar wird flankiert von Figuren von Antonius Eremita und einem Pilgerheiligen. Beim Josefsaltar, dessen Altarbild den Heiligen Rochus zeigt, stehen Statuen der Heiligen Elisabet und ihres Sohnes, Johannes dem Täufer. Das Altarbild am linken hinteren Altar zeigt die Stigmatisation des Heiligen Franz von Assisi. Begleitet wird es von Figuren des heiligen Kaiserpaares Heinrich und Kunigunde (oder Salomo und die Königin von Saba). Die Darstellungen auf dem Gebälk zeigen die Heiligen Scholastika und Katharina. Der rechte hintere Altar ist mit einem Bild des Bernhard von Clairvaux ausgestattet. Dieses wurde in der zweiten Hälfte des 18. Jahrhunderts gemalt, aber erst 1970 in den Bilderrahmen eingesetzt. Die Figuren in diesem Altarraum stellen die Heiligen Wolfgang und Bonifatius dar. Die spätbarocke Kanzel aus der Zeit um 1770 verfügt über reichen figuralen Dekor. Am Korb ist ein Relief Guter Hirte mit Putten zu sehen, auf dem Schalldeckel der Auferstandene mit Putten und Attributen der drei göttlichen Tugenden.
An den Chor- und Langhauswänden befinden sich weiß gefasste, barocke Figuren der Heiligen Florian, Karl Borromäus, Antonius von Padua, Johannes Nepomuk, Petrus Canisius und Leopold. Gegenüber der Kanzel befindet sich ein Kruzifix vom Anfang des 16. Jahrhunderts mit einem Bildnis der Maria Magdalena vom Anfang des 18. Jahrhunderts. Eine Pietà im Turmerdgeschoß wurde um 1700 angefertigt. Das Chorgestühl wurde 1657 angefertigt und verfügt über reichen Akanthusdekor. Die Kirche verfügt über zahlreiche Malereien: ein Bild des Sebastian von 1732; ein Votivbild von 1679 mit Ansicht von Poysdorf als Dank für die Bewahrung vor der Pest; ein Bild der heiligen Apollonia von Alexandria mit Chronogramm 1729; ein Ablassbild mit Kreuzwegdarstellung, bezeichnet mit 1766. Zur weiteren Ausstattung zählen die mit 1766 bezeichneten Kirchenbänke, der schmiedeeiserne Mittelteil der Kommunionbank aus der ersten Hälfte des 18. Jahrhunderts sowie ein Leuchter aus der Zeit um 1660. Die Kirchenglocke wurde 1556 von Michel Dobler gegossen.

### Orgeln

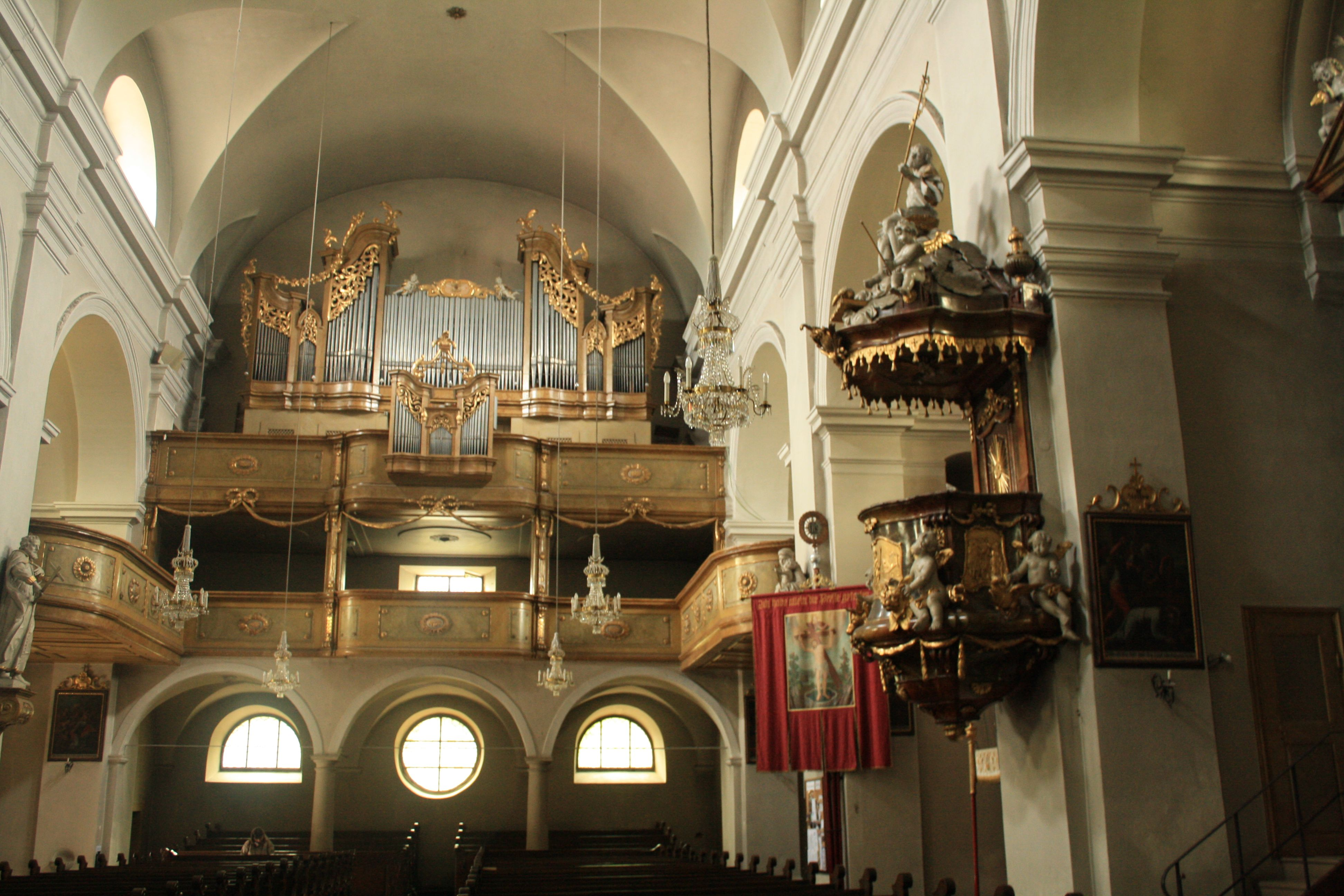
Nach Umbau durch Ferdinand Molzer

Die mechanische Orgel mit 21 Registern auf zwei Manualen wurde im Jahr 1796 vom Mistelbacher Orgelbauer Wenzel Okenfus gebaut. Sie wurde 1937 von Ferdinand Molzer unter Verwendung zahlreicher älterer Bauteile zu einer elektropneumatischen Orgel mit 32 Registern und drei Manualen umgebaut. In den Jahren 2014 bis 2019 wurde von Orgelbauer Ferdinand Salomon Leobendorf der ursprüngliche Zustand der Orgel wiederhergestellt. Dabei konnten 228 Originalpfeifen und die Originalklaviatur von Okenfus, die am Dachboden des Pfarrhofes gefunden wurden, verwendet werden.
| Hauptwerk C/D–d3 |            |               |
| Portun           | 16′        | Holz          |
| Principal        | 8′         | Zinn *        |
| Gedackt          | 8′         | Holz und Zinn |
| Quintadena       | 8′         | Holz und Zinn |
| Biffara          | 4′ (ab c') | Zinn          |
| Octav            | 4′         | Zinn *        |
| Flöte            | 4′         | Holz und Zinn |
| Quint            | 3′         | Zinn          |
| Superoctav       | 2′         | Zinn          |
| Mixtur VIII      |            | Zinn          |
| Cymbalum IV      |            | Zinn          |
| Cornettino III   | (ab c')    | Zinn          |
| Trompete         | 8′         | Zinn          |

| Positiv      |       |           |
| Copula major | 8′    | Holz      |
| Principal    | 4′    | Zinn *    |
| Copula minor | 4′    | Zwetschke |
| Dulciana     | 4′    | Zinn      |
| Quint        | 1 ⁄2′ | Zinn      |
| Oktave       | 2′    | Zinn *    |
| Mixtur III   |       | Zinn      |

| Pedal C/D–d1   |     |        |
| Subbass        | 16′ | Holz   |
| Principalbass  | 8′  | Zinn * |
| Portunbass     | 8′  | Holz   |
| Quintbass      | 6'  | Holz   |
| Octavbass      | 4′  | Zinn * |
| Bombarde       | 16′ | Holz   |
| Posaunbass     | 8'  | Zinn   |
| Mixturbass VI  |     | Zinn   |
| Cornettbass II |     | Zinn   |

* mit Orgelpfeifen von Okenfus

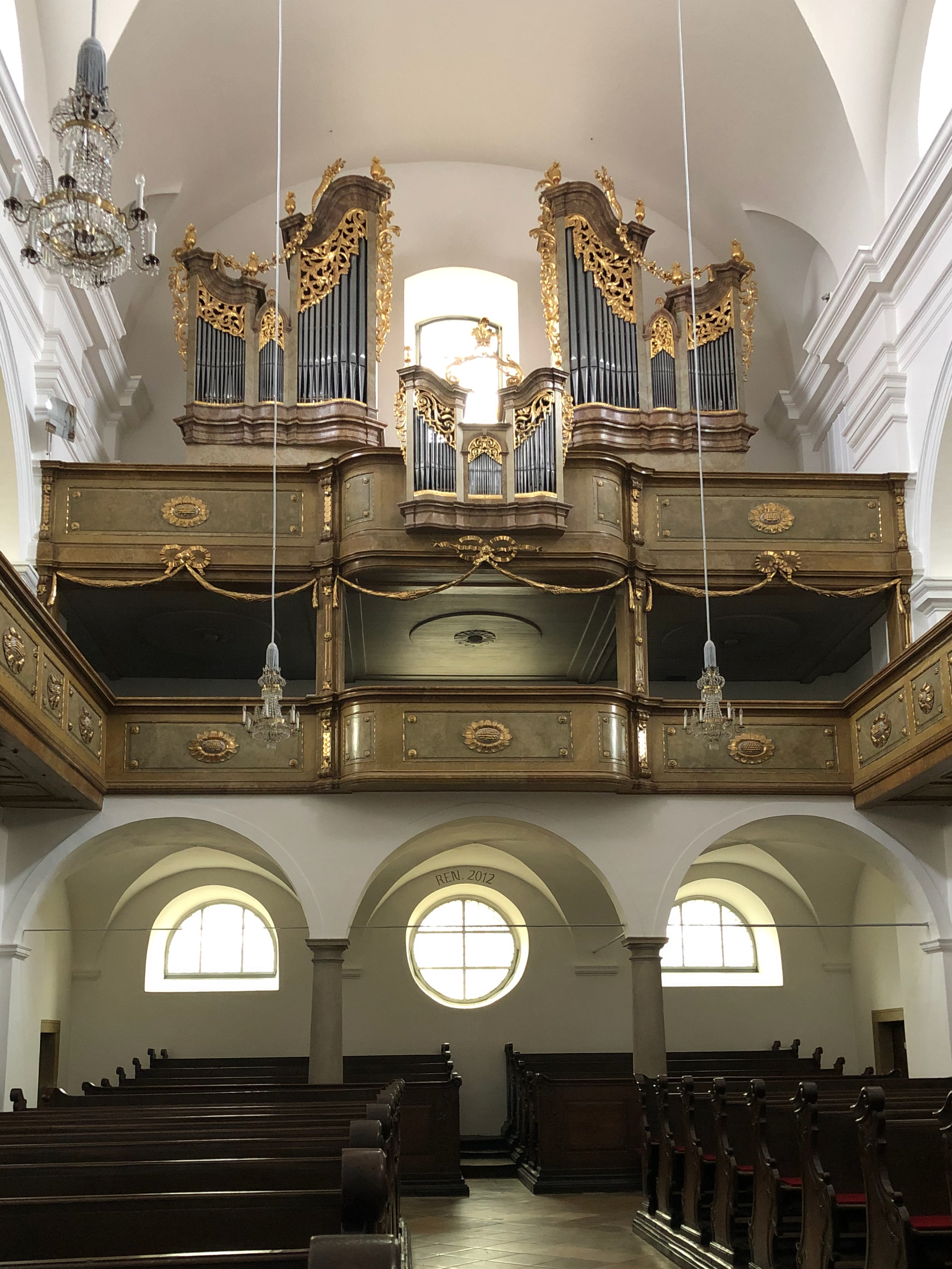
Orgel im Originalzustand

Eine kleinere Chororgel aus dem Jahr 1766 befand sich früher über dem Eingang zur Sakristei. Sie wurde 1984 von Ferdinand Salomon restauriert und steht heute neben dem Hochaltar.

## Bildergalerie

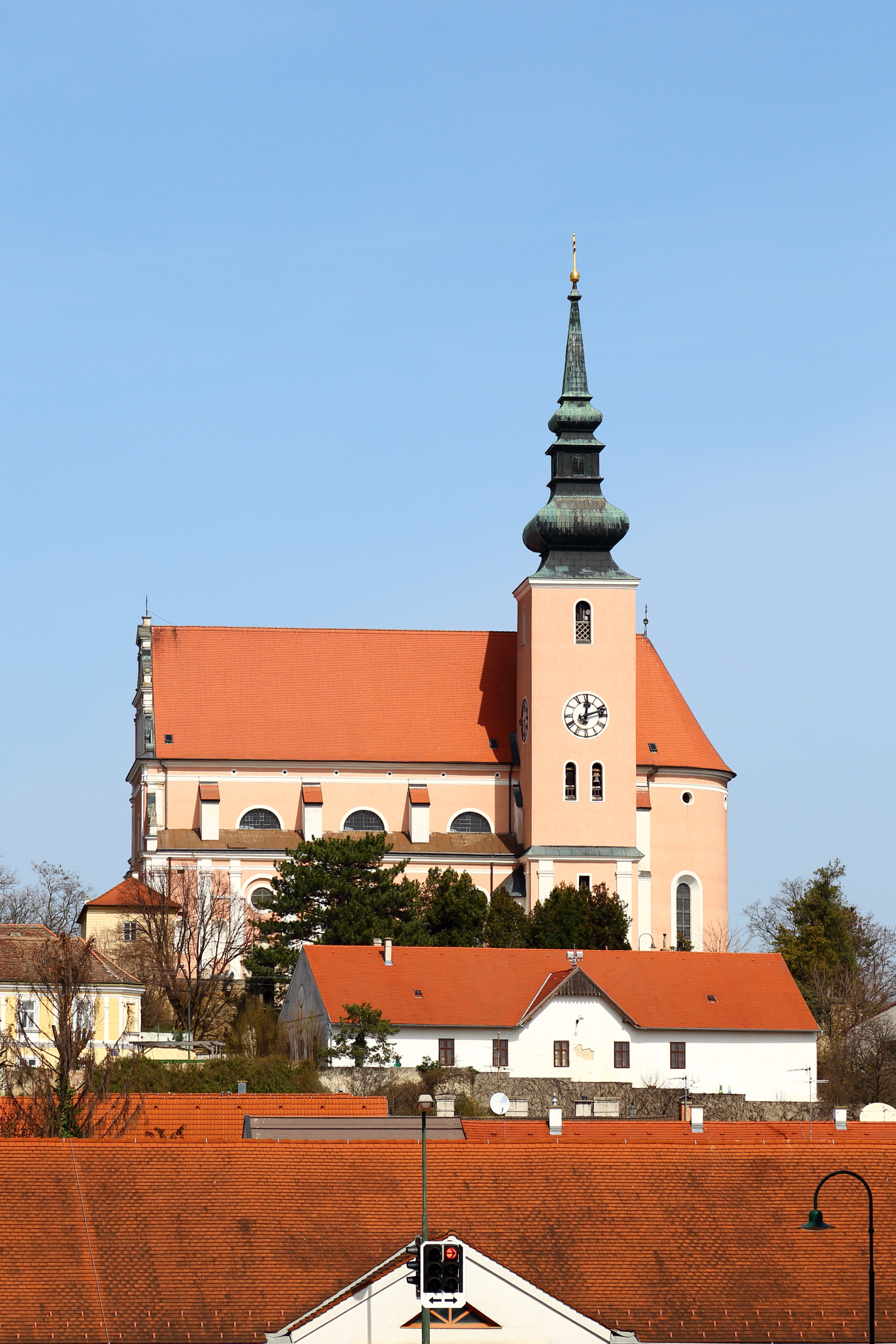
Südansicht der Pfarrkirche
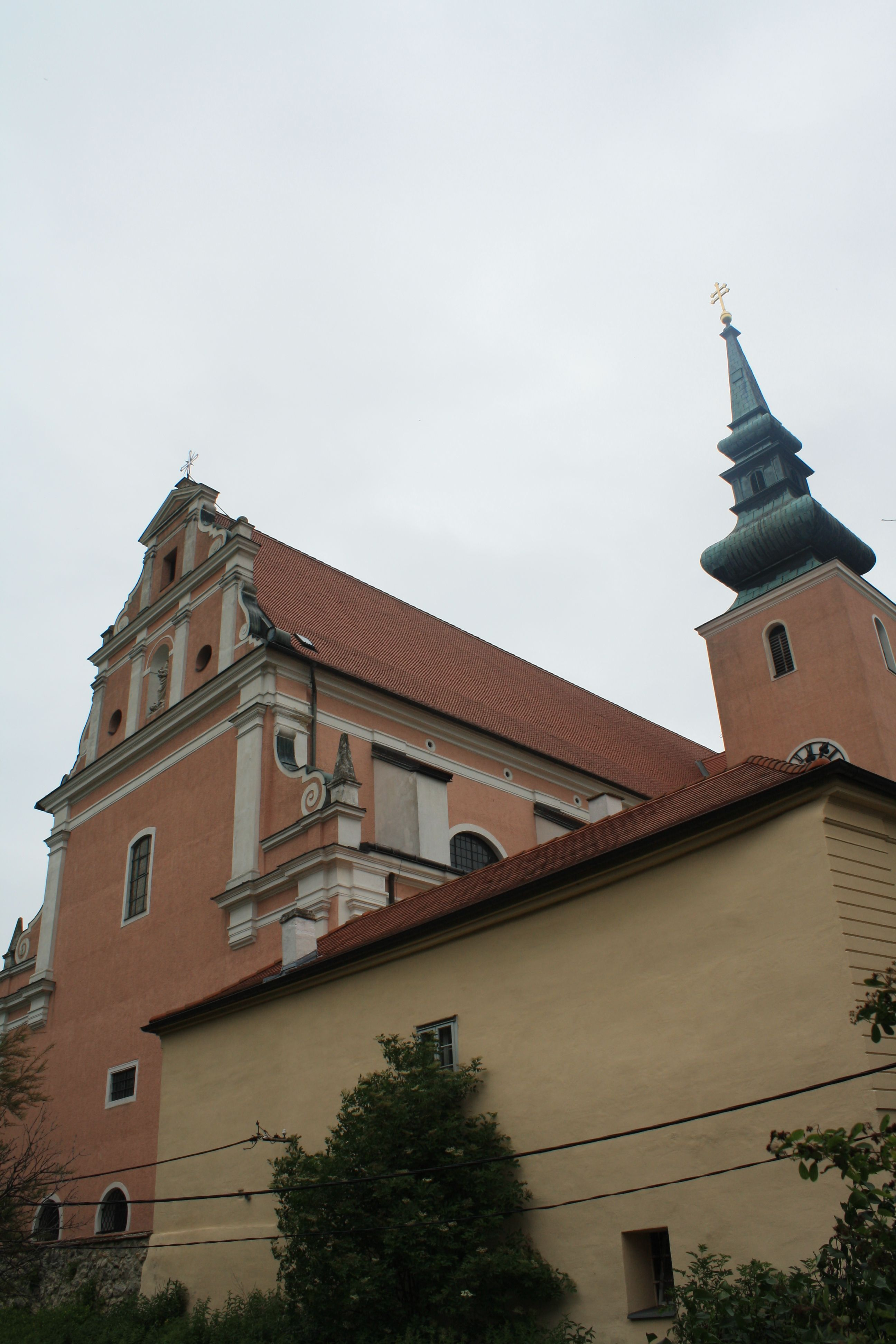
Westfassade mit dem weithin sichtbaren Volutengiebel
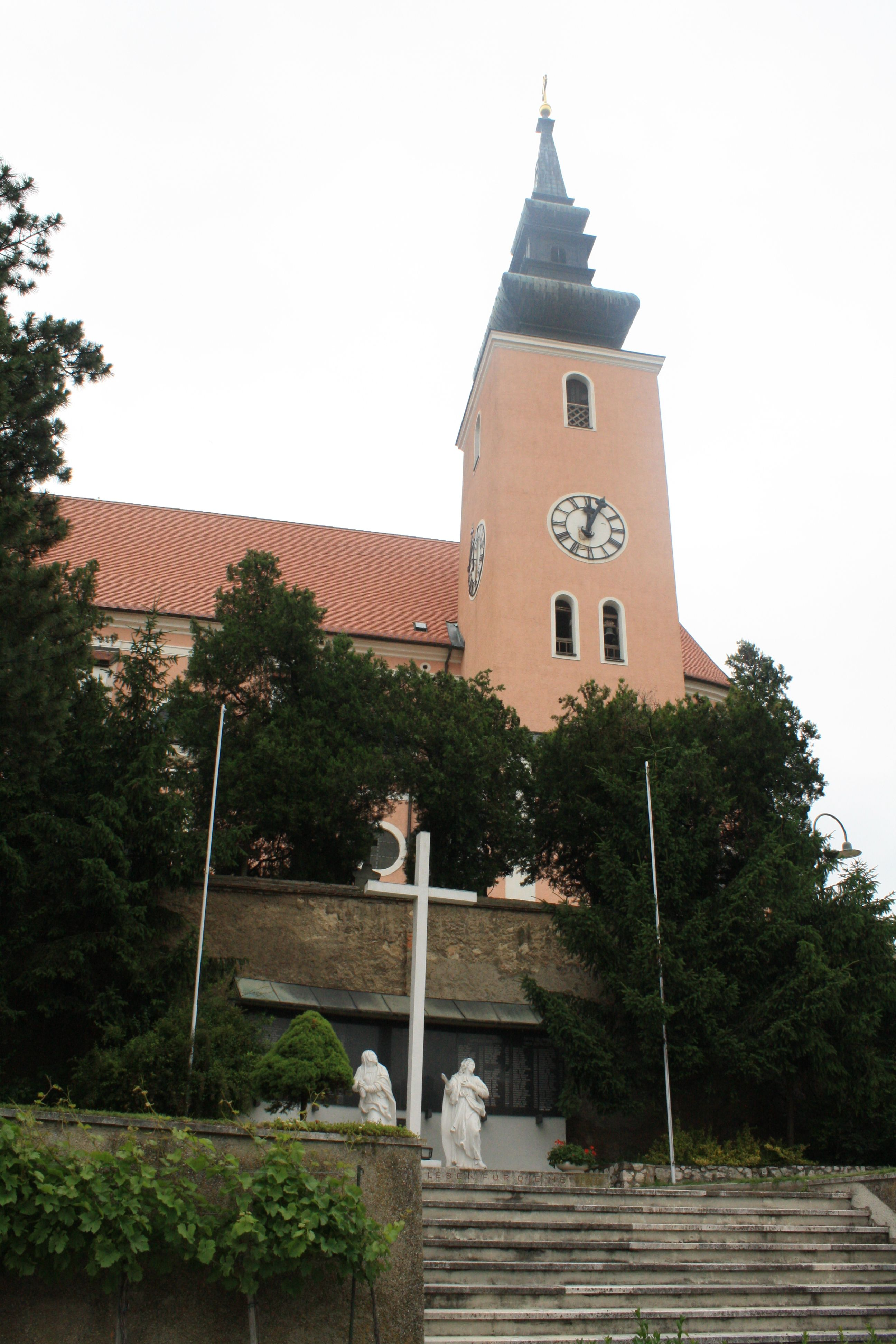
Pfarrkirche mit Kriegerdenkmal
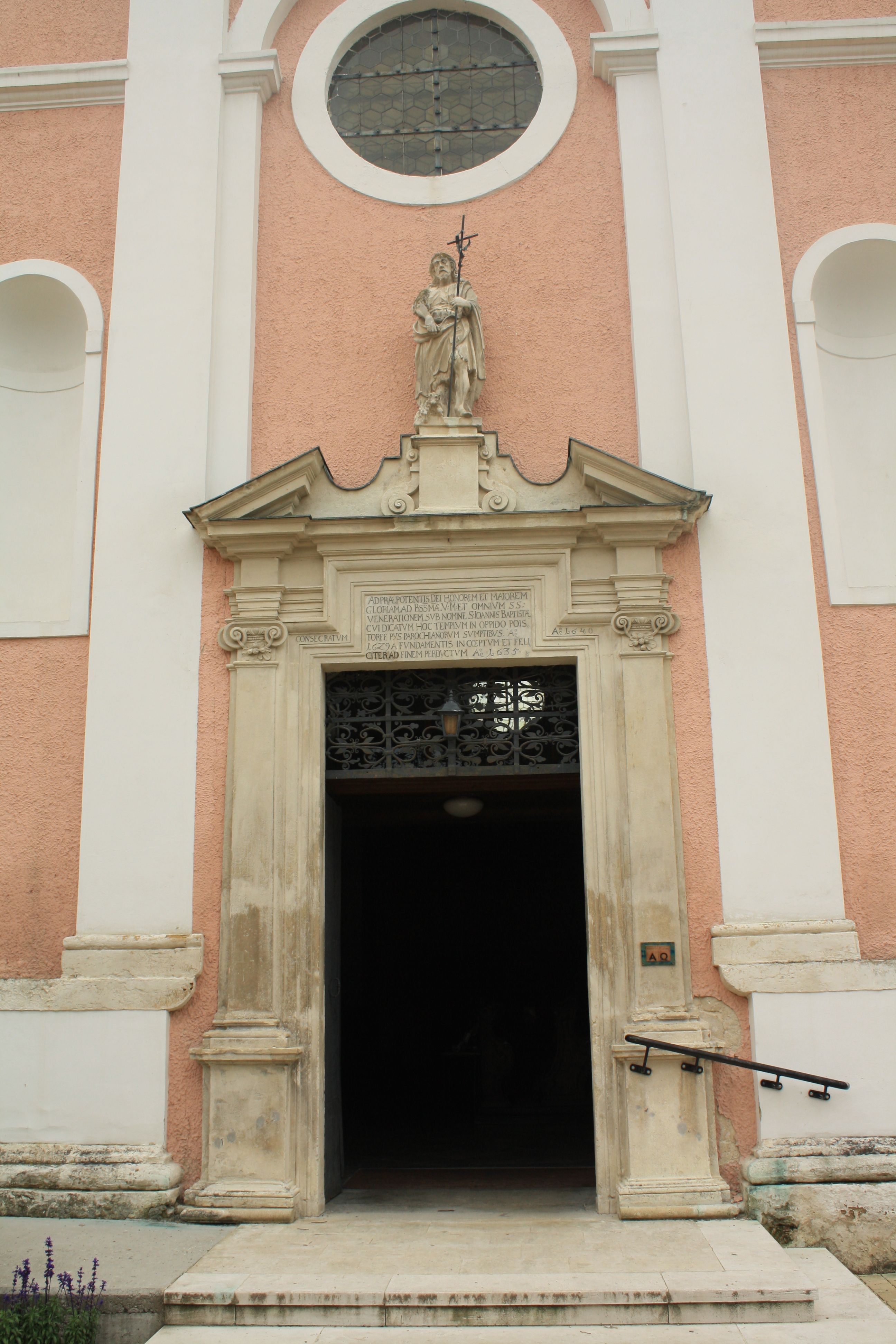
Hauptportal mit Inschrift